# The Secret Files: Tunguska
The Secret Files: Tunguska är ett datorspel ursprungligen släppt till Windows. Spelet finns även utgivet till Nintendo DS och Nintendo Wii.
1. ↑  Steam, 12 september 2003, Steam-ID: 40330, läst: 31 mars 2022.[källa från Wikidata]